# Sheer Heart Attack tour
Sheer Heart Attack tour var en världsturné av den brittiska rockgruppen Queen, som pågick mellan den 30 oktober 1974 och den 1 maj 1975. Detta var gruppens tredje turné och drygt en vecka efter turnéstart gavs bandets tredje studioalbum ut, Sheer Heart Attack.

## Om turnén
Första konserten hölls den 30 oktober på Palace Theatre i Manchester. När gruppen spelade i Glasgow 8 november blev Freddie Mercury indragen i publiken under extranumren, vakterna fick dock snart upp honom på scen igen. 19 november spelade gruppen på Rainbow Theatre i London. Konserten var tänkt att avsluta gruppens brittiska turné, men konserten sålde slut på två dagar, så ett extradatum sattes in dagen därpå. Båda dessa konserter spelades in och filmades. Det var tänkt att den sista konserten skulle ges ut som ett livealbum, men Queen gick till slut inte med på det. Samtliga konserter under den brittiska delen av turnén var utsålda. 23 november påbörjades den Europeiska delen av turnén i Göteborg. Konserter i Danmark och Norge ställdes in efter att en lastbil med bandets utrustning råkat ut för en olycka. En likadan händelse inträffade när gruppen skulle spela i Tyskland 2 december. Konserten var nära att ställas in. Turnén avslutades 13 december i Spanien inför en publik på drygt 6.000.
Gruppen flög 1975 över till USA för att påbörja sin första turné som huvudakt i Nordamerika. Bandet repeterade på Beacon Theatre i New York i en vecka innan turnén började i Columbus, 5 februari. Efter gruppens andra konsert i Philadelphia, 23 februari, fick Mercury problem med rösten och fick order från läkare att vila i tre månader. Fem konserter ställdes in innan bandet var tillbaka på scen igen. Mercury fick senare en ny diagnos av två andra läkare, och det var fritt fram för turnén. 7 april skulle turnén avslutats i Portland, men konserten ställdes in. Samtliga konserter under turnén var utsålda. Efter att ha turnerat i Nordamerika flög bandet till Hawaii för semester. 18 april landade Queen i Japan och möttes av över 3.000 fans på flygplatsen. Gruppen gav åtta konserter i Japan, varav den sista 1 maj.

## Låtlista
Liksom föregående turnéer inleddes konserterna med den förinspelade låten Procession. Ny alåtar för turnén var: Now I'm Here, Flick of the Wrist, In the Lap of the Gods, Killer Queen, The March of the Black Queen, Bring Back That Leroy Brown samt In the Lap of the Gods...revisited. Under konserterna spelade gruppen ett medley som startade med låten In the Lap of the Gods och slutade med Bring Back That Leroy Brown. Under vissa konserter i  Japan spelade gruppen också Great King Rat, See What a Fool I've Been, Doing All Right och Hangman. Konserterna avslutades med en studioinspelning av den brittiska nationalsången God Save the Queen, som senare kom att avsluta gruppens fjärde studioalbum, A Night at the Opera.
Typisk låtlista för turnén:
1. "Procession"
2. "Now I'm Here"
3. "Ogre Battle"
4. "Father to Son"
5. "White Queen (As it Began)"
6. "Flick of the Wrist"
7. "In the Lap of the Gods"
8. "Killer Queen"
9. "The March of the Black Queen"
10. "Bring Back That Leroy Brown"
11. "Son and Daughter"
12. "Keep Yourself Alive"
13. "Seven Seas of Rhye"
14. "Stone Cold Crazy"
15. "Liar"
16. "In the Lap of the Gods...revisited"
17. "Big Spender"
18. "Modern Times Rock 'n' Roll"
19. "Jailhouse Rock"
20. "God Save the Queen"

## Datum
| Datum            | Arena                               | Stad             | Land          | Förband                         |
| ---------------- | ----------------------------------- | ---------------- | ------------- | ------------------------------- |
| Storbritannien   |                                     |                  |               |                                 |
| 30 oktober 1974  | Palace Theatre                      | Manchester       | England       | Hustler                         |
| 31 oktober 1974  | Victoria Hall                       | Hanley           | England       | Hustler                         |
| 1 november 1974  | Empire Theatre                      | Liverpool        | England       | Hustler                         |
| 2 november 1974  | University                          | Leeds            | England       | Hustler                         |
| 3 november 1974  | Theatre                             | Coventry         | England       | Hustler                         |
| 5 november 1974  | City Hall                           | Sheffield        | England       | Hustler                         |
| 6 november 1974  | St George's Hall                    | Bradford         | England       | Hustler                         |
| 7 november 1974  | City Hall                           | Newcastle        | England       | Hustler                         |
| 8 november 1974  | Apollo Theatre                      | Glasgow          | Skottland     | Hustler                         |
| 9 november 1974  | University                          | Lancaster        | England       | Hustler                         |
| 10 november 1974 | Guildhall                           | Preston          | England       | Hustler                         |
| 12 november 1974 | Colston Hall                        | Bristol          | England       | Hustler                         |
| 13 november 1974 | Winter Gardens                      | Bournemouth      | England       | Hustler                         |
| 14 november 1974 | Gaumont                             | Southampton      | England       | Hustler                         |
| 15 november 1974 | Brangwyn Hall                       | Swansea          | Wales         | Hustler                         |
| 16 november 1974 | Town Hall                           | Birmingham       | England       | Hustler                         |
| 18 november 1974 | New Theatre                         | Oxford           | England       | Hustler                         |
| 19 november 1974 | Rainbow Theatre                     | London           | England       | Hustler                         |
| 20 november 1974 | Rainbow Theatre                     | London           | England       | Hustler                         |
| Europa           |                                     |                  |               |                                 |
| 23 november 1974 | Konserthuset                        | Göteborg         | Sverige       | Lynyrd Skynyrd                  |
| 25 november 1974 | Kulttuuritalo                       | Helsingfors      | Finland       | Lynyrd Skynyrd                  |
| 27 november 1974 | Olympen                             | Lund             | Sverige       | Lynyrd Skynyrd                  |
| 2 december 1974  | Brienner Theater                    | München          | Tyskland      | ?                               |
| 4 december 1974  | Jahrhunderthalle                    | Frankfurt        | Tyskland      | Lynyrd Skynyrd                  |
| 5 december 1974  | Musikhalle                          | Hamburg          | Tyskland      |                                 |
| 6 december 1974  | Sartory Saal                        | Köln             | Tyskland      | ?                               |
| 8 december 1974  | Congres Gebouw                      | Haag             | Nederländerna | Kayak                           |
| 10 december 1974 | 140 Theatre                         | Bryssel          | Belgien       | Ambach Circus                   |
| 13 december 1974 | Palacio Municipal de Deportivo      | Barcelona        | Spanien       | Storm                           |
| Nordamerika      |                                     |                  |               |                                 |
| 5 februari 1975  | Agora                               | Columbus         | USA           | Styx, Mahogany Rush, Kansas     |
| 7 februari 1975  | Palace Theatre                      | Dayton           | USA           | Styx, Mahogany Rush, Kansas     |
| 8 februari 1975  | Music Hall                          | Cleveland        | USA           | Styx, Mahogany Rush, Kansas     |
| 8 februari 1975  | Music Hall                          | Cleveland        | USA           | Styx, Mahogany Rush, Kansas     |
| 9 februari 1975  | Morris Civic Auditorium             | South Bend       | USA           | Styx, Mahogany Rush, Kansas     |
| 10 februari 1975 | Ford Auditorium                     | Detroit          | USA           | Styx, Mahogany Rush, Kansas     |
| 11 februari 1975 | Student Union Auditorium            | Toledo           | USA           | Styx, Mahogany Rush, Kansas     |
| 14 februari 1975 | Palace Theatre                      | Waterbury        | USA           | Styx, Mahogany Rush, Kansas     |
| 15 februari 1975 | Orpheum Theatre                     | Boston           | USA           | Styx, Mahogany Rush, Kansas     |
| 15 februari 1975 | Orpheum Theatre                     | Boston           | USA           | Styx, Mahogany Rush, Kansas     |
| 16 februari 1975 | Avery Fisher Hall                   | New York         | USA           | Styx, Mahogany Rush, Kansas     |
| 16 februari 1975 | Avery Fisher Hall                   | New York         | USA           | Styx, Mahogany Rush, Kansas     |
| 17 februari 1975 | War Memorial                        | Trenton          | USA           | Styx, Mahogany Rush, Kansas     |
| 19 februari 1975 | Armory                              | Lewiston         | USA           | Styx, Mahogany Rush, Kansas     |
| 21 februari 1975 | Capital Theater                     | Passaic          | USA           | Kansas, Argent                  |
| 22 februari 1975 | Farm Arena                          | Harrisburg       | USA           | Styx, Mahogany Rush, Kansas     |
| 23 februari 1975 | Erlinger Theatre                    | Philadelphia     | USA           | Kansas                          |
| 23 februari 1975 | Erlinger Theatre                    | Philadelphia     | USA           | Kansas                          |
| 24 februari 1975 | Kennedy Centre                      | Washington, D.C. | USA           | Kansas, Mahogany Rush           |
| 5 mars 1975      | Mary E Sawyer Auditorium            | La Crosse        | USA           | Kansas, Mahogany Rush           |
| 6 mars 1975      | Dane County Coliseum                | Madison          | USA           | REO Speedwagon, Mahogany Rush   |
| 7 mars 1975      | Uptown Theatre                      | Milwaukee        | USA           | Styx, Mahogany Rush, Kansas     |
| 8 mars 1975      | Aragon Ballroom                     | Chicago          | USA           | Styx, Mahogany Rush, Kansas     |
| 9 mars 1975      | Kiel Auditorium                     | St. Louis        | USA           | Styx, Mahogany Rush, Kansas     |
| 10 mars 1975     | Coliseum                            | Fort Wayne       | USA           | Styx, Mahogany Rush, Kansas     |
| 12 mars 1975     | Municipal Auditorium                | Atlanta          | USA           | Mahogany Rush, Kansas           |
| 13 mars 1975     | Civic Auditorium                    | Charleston       | USA           | Styx, Mahogany Rush, Kansas     |
| 14 mars 1975     | Sunshine Speedway                   | Saint Petersburg | USA           | Mahogany Rush, Kansas           |
| 15 mars 1975     | Marine Stadium                      | Miami            | USA           | Styx, Mahogany Rush, Kansas     |
| 18 mars 1975     | St. Bernard Parish Civic Auditorium | New Orleans      | USA           | Styx, Mahogany Rush, Kansas     |
| 20 mars 1975     | Municipal Hall                      | San Antonio      | USA           | Al Stewart, Brownsville Station |
| 23 mars 1975     | McFarlin Auditorium                 | Dallas           | USA           | Bloodrock                       |
| 25 mars 1975     | Municipal Auditorium                | Tulsa            | USA           | Styx, Mahogany Rush, Kansas     |
| 29 mars 1975     | Civic Auditorium                    | Santa Monica     | USA           | Styx, Mahogany Rush, Kansas     |
| 29 mars 1975     | Civic Auditorium                    | Santa Monica     | USA           | Styx, Mahogany Rush, Kansas     |
| 30 mars 1975     | Winterland Ballroom                 | San Francisco    | USA           | Styx, Mahogany Rush, Kansas     |
| 2 april 1975     | Kinsmen Centre                      | Edmonton         | Kanada        | Styx, Mahogany Rush, Kansas     |
| 3 april 1975     | Corral                              | Calgary          | Kanada        | Styx, Mahogany Rush, Kansas     |
| 6 april 1975     | Paramount Northwest Theater         | Seattle          | USA           | Styx, Mahogany Rush, Kansas     |
| Japan            |                                     |                  |               |                                 |
| 19 april 1975    | Nippon Budokan                      | Tokyo            | Japan         | -                               |
| 22 april 1975    | Aichi Taikukan                      | Nagoya           | Japan         | -                               |
| 23 april 1975    | Kokusai Kaikan                      | Kobe             | Japan         | -                               |
| 25 april 1975    | Kyuden Kinen Taikukan               | Fukuoka          | Japan         | -                               |
| 28 april 1975    | Okayama Kenritsu Taikukan           | Okayama          | Japan         | -                               |
| 29 april 1975    | Yamaha Tsumagoi Hall                | Shizuoka         | Japan         | -                               |
| 30 april 1975    | Yokohama Bunka Taikukan             | Yokohama         | Japan         | -                               |
| 1 maj 1975       | Nippon Budokan                      | Tokyo            | Japan         | -                               |

## Medverkande
- Freddie Mercury - sång, piano, tamburin
- Brian May - gitarr, kör, banjo
- Roger Taylor - trummor, kör
- John Deacon - bas, triangel